# Cohasset (Minnesota)
Cohasset es una ciudad ubicada en el condado de Itasca en el estado estadounidense de Minnesota. En el Censo de 2010 tenía una población de 2698 habitantes y una densidad poblacional de 29,53 personas por km².

## Geografía
Cohasset se encuentra ubicada en las coordenadas 47°14′33″N 93°39′52″O / 47.24250, -93.66444. Según la Oficina del Censo de los Estados Unidos, Cohasset tiene una superficie total de 91.38 km², de la cual 69.42 km² corresponden a tierra firme y (24.03%) 21.96 km² es agua.

## Demografía
Según el censo de 2010, había 2698 personas residiendo en Cohasset. La densidad de población era de 29,53 hab./km². De los 2698 habitantes, Cohasset estaba compuesto por el 94.89% blancos, el 0.15% eran afroamericanos, el 2.04% eran amerindios, el 0.37% eran asiáticos, el 0% eran isleños del Pacífico, el 0.07% eran de otras razas y el 2.48% pertenecían a dos o más razas. Del total de la población el 0.63% eran hispanos o latinos de cualquier raza.